# (776) Berbericia
(776) Berbericia es un asteroide perteneciente al cinturón de asteroides descubierto el 24 de enero de 1914 por Adam Massinger desde el observatorio de Heidelberg-Königstuhl, Alemania.
Está nombrado en honor del astrónomo alemán Adolf Berberich (1861-1920).